# Мартинес, Лоис Майкель
Лоис Майкель Мартинес Гонсалес (исп. Lois Maikel Martínez González; род. 3 июня 1981, Гавана) — кубинский и испанский легкоатлет, специалист по метанию диска. Выступал за сборные Кубы (1996—2005) и Испании (с 2015 года) по лёгкой атлетике, обладатель бронзовой медали Панамериканских игр, серебряный призёр чемпионата Центральной Америки и Карибского бассейна, многократный победитель и призёр первенств национального значения, участник трёх летних Олимпийских игр.

## Биография
Лоис Майкель Мартинес родился 3 июня 1981 года в Гаване, Куба.
Впервые заявил о себе в лёгкой атлетике на международном уровне в сезоне 1996 года, когда вошёл в состав кубинской национальной сборной и выступил на юношеском первенстве Центральной Америки и Карибского бассейна в Сан-Сальвадоре, где в зачёте метания диска превзошёл всех соперников и завоевал золотую медаль.
В 1998 году выступил на юниорском мировом первенстве в Анси, но в финал не вышел.
В 2000 году занял шестое место на юниорском мировом первенстве в Сантьяго.
В 2003 году выиграл бронзовую медаль на Панамериканских играх в Санто-Доминго, выступил на чемпионате мира в Париже.
В 2004 году стал серебряным призёром на иберо-американском чемпионате в Уэльве. Благодаря череде удачных выступлений удостоился права защищать честь страны на летних Олимпийских играх в Афинах — на предварительном квалификационном этапе метнул диск на 57,18 метра, чего оказалось недостаточно для выхода в финал.
В 2005 году победил на домашних Играх АЛБА в Гаване, получил серебро на чемпионате Центральной Америки и Карибского бассейна в Нассау.
Начиная с 2006 года постоянно проживал в Испании и выступал в основном на легкоатлетических стартах в Европе.
В 2015 году наконец вошёл в основной состав испанской национальной сборной и выступил на чемпионате мира в Пекине.
В 2016 году состязался на чемпионате Европы в Амстердаме, став в финале 12-м. Принимал участие в Олимпийских играх в Рио-де-Жанейро — метнул диск на 59,42 метра и в финал не вышел.
На Средиземноморских играх 2018 года в Террагоне был пятым, тогда как на чемпионате Европы в Берлине не смог преодолеть предварительный квалификационный этап.
В июле 2019 года на соревнованиях в испанском Дуранго установил свой личный рекорд в метании диска — 67,98 метра.
Выполнив олимпийский квалификационный норматив (66,00), благополучно прошёл отбор на Олимпийские игры 2020 года в Токио — в программе метания диска показал результат 54,69 метра.